# Magnetostriktion

Magnetostriktion

Magnetostriktion ist die Deformation magnetischer (insbesondere ferromagnetischer) Stoffe infolge eines angelegten magnetischen Feldes. Dabei erfährt der Körper bei konstantem Volumen eine elastische Längenänderung (Joule-Magnetostriktion).
Als Besonderheit, z. B. bei Invar-Legierungen, gibt es auch die Möglichkeit der Volumen-Magnetostriktion, bei der das Volumen veränderlich ist; sie ist normalerweise wesentlich kleiner als die Joule-Magnetostriktion.
Quantenmechanische Ursache des Phänomens (wie auch der zugrundeliegenden magnetischen Anisotropie) ist die Spin-Bahn-Wechselwirkung.

## Geschichte
Erstmals entdeckt von Matteucci und Joule (1847) und eingehend untersucht von Villari (1865) und Wiedemann, begann die Anwendung der Magnetoelastizität in der Magnetostriktion während des Zweiten Weltkriegs in einigen Sonaranwendungen. 1975 wurde der erste magnetostriktive lineare Positionssensor von Jacob Tellerman erfunden. Tellerman hatte die Idee, mit Hilfe eines Dauermagneten eine Ultraschallwelle an einer bestimmten Stelle entlang des Wellenleiters zu erzeugen. Die Zeit, die vergeht, bis der Ultraschallimpuls ein Ende des Wellenleiters erreicht, würde dann die Position des Magneten anzeigen. So erfand er einen neuen industriellen Sensor und gründete das Unternehmen Temposonics.

## Prinzip
Legt man an ferromagnetisches Material ein äußeres magnetisches Feld an, so richten sich die Weissschen Bezirke gleich aus. Durch das Drehen der Dipole ändert sich die Länge eines Stabes im Bereich von ca. 10 bis 30 µm/m (hochmagnetostriktive Werkstoffe: bis 2 mm/m). Durch ein magnetisches Wechselfeld wird jeder ferromagnetische Stoff, beispielsweise der Eisenkern eines Transformators, zu mechanischen Schwingungen angeregt. Durch Magnetostriktion an ferromagnetischen Materialien (z. B. in Spulenkernen) in sich ändernden Magnetfeldern kann es zu Geräuschen kommen – ähnlich wie es durch Elektrostriktion in einem sich stark ändernden elektrischen Feld an einem Dielektrikum (z. B. in einem Kondensator) zu Geräuschen kommen kann. Diese physikalische Reaktion eines ferromagnetischen Materials beruht auf dem Vorhandensein von magnetischen Bewegungen, im Wesentlichen einer Ansammlung winziger Dauermagneten oder magnetischen Bereichen. Jeder Bereich besteht aus vielen Atomen. Wenn ein Material nicht magnetisiert ist, sind die Bereiche zufällig angeordnet. Wird das Material magnetisiert, werden die Bereiche so ausgerichtet, dass ihre Achsen ungefähr parallel zueinander verlaufen, und die Größe oder Form wird verändert. Die Wechselwirkung eines äußeren Magnetfeldes mit den Bereichen verursacht ebenfalls den magnetostriktiven Effekt. Die Anordnung der Bereiche und damit das Ausmaß des Effekts kann durch die Wahl der Legierung, das thermische Glühen, die Kaltbearbeitung und die Stärke des Magnetfelds beeinflusst werden.
Für induktive Bauteile sind magnetische Werkstoffe mit möglichst geringer Magnetostriktion wünschenswert, da sich einerseits die magnetischen Eigenschaften durch Druck oder Zug (z. B. durch Einspannen, Verkleben oder Vergießen von Kernen) verändern, und andererseits durch den Betrieb von Transformatoren oder Drosseln am 50-Hz-Netz das Netzbrummen mit einer Frequenz von 100 Hz in Europa auftritt. Die weichmagnetische kristalline Legierung Permalloy, Ni81Fe19, erfüllt die gewünschten Bedingungen. Noch besser sind amorphe Eisen-Legierungen.

## Anwendungen
Verwendet wurde die Magnetostriktion schon früher, z. B. um Ultraschall zu erzeugen. Dabei wird ein Stab aus Material mit hoher Magnetostriktion (z. B. Nickel) in einer Spule mit Wechselstrom ummagnetisiert.
Auch in modernen Warensicherungsetiketten wird dieser Effekt genutzt.
Ein linearer Aktor, der mit Magnetostriktion arbeitet, ist der Wurmmotor. Magnetblasenspeicher nutzen Magnetostriktion zur Datenspeicherung.
Es gibt magnetoelastische Sensoren, welche die inverse Magnetostriktion, d. h. die Änderung der Magnetisierung durch mechanische Spannungen, beispielsweise für die Messung von Zug- und Druckkraft sowie Torsion nutzen.

## Magnetostriktive Konstante
Bei der Joule-Magnetostriktion wird ein Körper unter dem Einfluss eines magnetischen H-Feldes gedehnt. Mit Hilfe der relativen Längenänderung parallel zum Feld wird die (feldstärkeabhängige) magnetostriktive Konstante {\displaystyle \lambda _{\|}} definiert:
{\displaystyle \lambda _{\|}={\frac {\Delta l}{l_{0}}},}
wobei {\displaystyle {\Delta l}} als Länge unter Einfluss des Magnetfeldes - Länge ohne Einfluss berechnet wird.
Da das Umklappen der magnetischen Momente das Volumen erhält, gilt senkrecht zum Feld (vgl. auch Querdehnungszahl):
{\displaystyle \lambda _{\bot }\approx -{\frac {1}{2}}\lambda _{\|}.}
| Material                   | {\displaystyle \lambda _{\\|}} [10−6] | Curietemperatur TC [°C] |
| -------------------------- | ------------------------------------- | ----------------------- |
| Fe                         | −14                                   | 770                     |
| Ni                         | −50                                   | 358                     |
| Co                         | −93                                   | 1120                    |
| Tb (−196 °C)               | 3000                                  | −48                     |
| Dy (−196 °C)               | 6000                                  | −184                    |
| TbFe2                      | 1753                                  | 424                     |
| Tb0,3Dy0,7Fe2 (Terfenol-D) | 1620                                  | 380                     |
| SmFe2                      | −1560                                 | 403                     |
| Samfenol-D                 | −1125                                 |                         |
| CoFe2O4 (Einkristall)      | 600...900                             | 520                     |
| CoFe2O4 (polykristallin)   | 230                                   | 520                     |
| Metglass 2605SC            | 60                                    | 370                     |